# Mount Auburn (Indiana)
Mount Auburn és una població dels Estats Units a l'estat d'Indiana. Segons el cens del 2000 tenia 75 habitants.

## Demografia
Segons el cens del 2000, Mount Auburn tenia 75 habitants, 31 habitatges, i 23 famílies. La densitat de població era de 131,6 habitants/km².
Dels 31 habitatges en un 29% hi vivien nens de menys de 18 anys, en un 74,2% hi vivien parelles casades, en un 3,2% dones solteres, i en un 22,6% no eren unitats familiars. En el 19,4% dels habitatges hi vivien persones soles el 12,9% de les quals corresponia a persones de 65 anys o més que vivien soles. El nombre mitjà de persones vivint en cada habitatge era de 2,42 i el nombre mitjà de persones que vivien en cada família era de 2,79.
Per edats la població es repartia de la següent manera: un 20% tenia menys de 18 anys, un 5,3% entre 18 i 24, un 32% entre 25 i 44, un 18,7% de 45 a 60 i un 24% 65 anys o més.
L'edat mediana era de 41 anys. Per cada 100 dones de 18 o més anys hi havia 100 homes.
La renda mediana per habitatge era de 30.313 $ i la renda mediana per família de 31.667 $. Els homes tenien una renda mediana de 37.500 $ mentre que les dones 28.125 $. La renda per capita de la població era de 17.624 $. Cap de les famílies i el 3,2% de la població estaven per davall del llindar de pobresa.

## Poblacions més properes
El següent diagrama mostra les poblacions més properes.